# Piastenschloss (Brzeg)

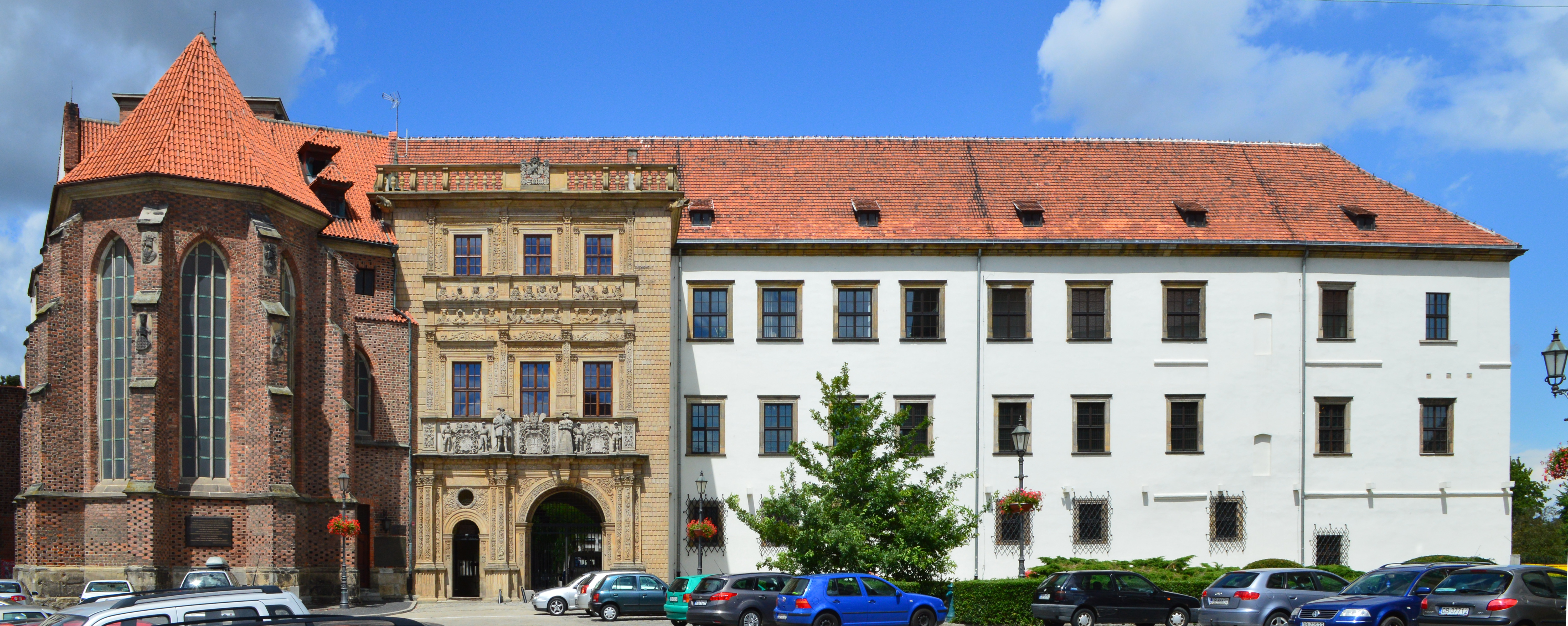
Südfassade des Piastenschlosses in Brieg

Das Piastenschloss (polnisch Zamek Piastów Śląskich) in Brzeg (deutsch Brieg) in der Woiwodschaft Opole in Polen ist eine Schlossanlage im Renaissancestil. Es ist eines der bedeutendsten Schlösser der Renaissance in Ostmitteleuropa und liegt in der nordwestlichen Altstadt von Brzeg am Plac Zamkowy. Es besteht aus dem Schlossbau, einem Torbau und der St.-Hedwigs-Kapelle. Heute beherbergen die Räumlichkeiten das Piastenmuseum.

## Geschichte

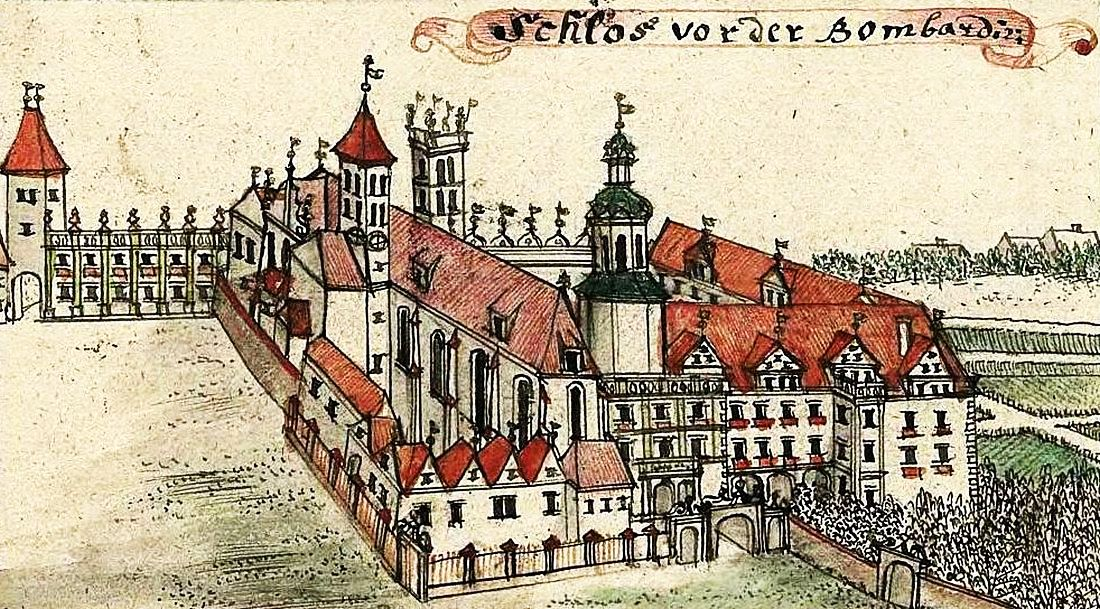
Darstellung des Schloss Mitte des 18. Jahrhunderts

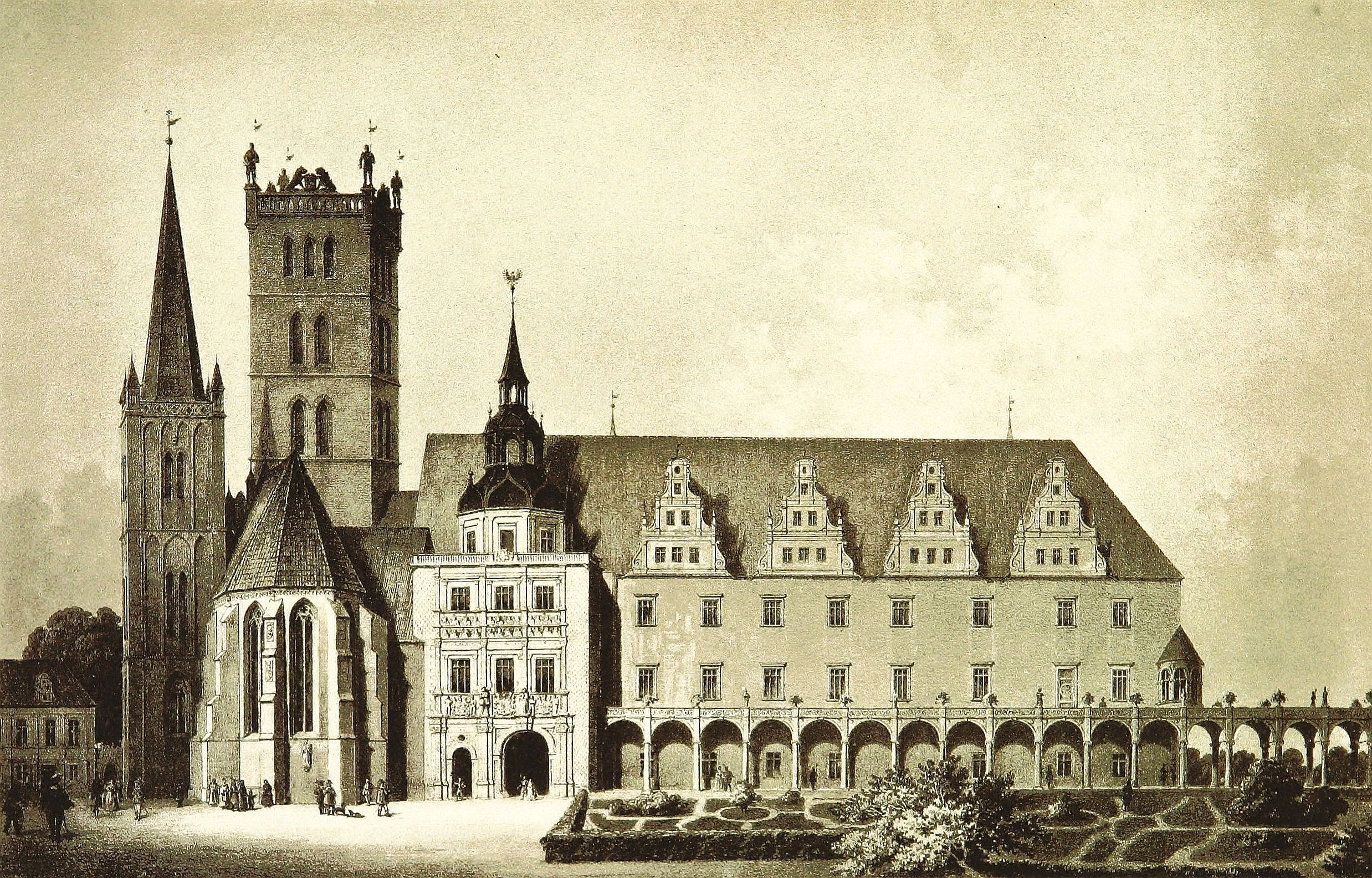
Stich des Schlosses von 1885 (Darstellung des Zustandes vor 1741)

Erstmals wird an gleicher Stelle im Jahr 1235 eine Burg erwähnt. Diese wurde unter Herzog Bolko I. von Schweidnitz zu einem Schloss umgebaut.
Das heutige Erscheinungsbild erhielt die Schlossanlage vor allem bei den Umbauten von 1532 bis 1595. Unter den italienischen Baumeistern Jakob Pahr (* um 1547–1575) und dessen Sohn Franz Pahr († 1580) sowie Bernhard Niuron (nachweisbar 1565–1587) wurde das Schloss im Auftrag der Herzöge Friedrich II. und Georg II. im Stil der Renaissance umgebaut. Zwischen 1544 und 1547 wurde der Nordostflügel zur Oder hin fertiggestellt, 1550 der zur Stadt gerichtete Südflügel. 1554 wurden das Tor und die Loggien fertiggestellt. Weitere architektonische Details wurden in den folgenden Jahrzehnten durch A. Walther d. Ä. und G. Cuneo ergänzt.
In den folgenden Jahrhunderten war das Schloss Sitz verschiedener Herzöge und Einrichtungen. 1682 wurde das Schloss Sitz der kaiserlichen Verwaltung für die piastischen Liegenschaften. Weiterhin war das Schloss verschiedener österreichischer und sächsischer Fürsten. 1700 bis 1701 wurden die Innenräume des Schlosses saniert. 1741 wurden zwei Drittel des Schlosses durch einen Brand zerstört. Zwischen 1742 und 1743 wurden die zerstörten Mauern abgetragen. Die restlichen Räumlichkeiten wurden teils saniert und zu Lagerräumen umgebaut. 1744 begann der Bau des Nordostflügels, welcher 1746 fertiggestellt wurde.
1801 wurde der Nordwestflügel durch ein Feuer zerstört. Der Wiederaufbau konnte 1805 fertiggestellt wurden. 1807 wurden die wertvollsten Ausstattungsgegenstände nach Berlin überführt. 1817 wurde ein Umbau nach einem Entwurf des Architekten Carl Ferdinand Langhans geplant, der jedoch nicht umgesetzt wurde. 1922 wurde das Militärlager im Schloss aufgelöst. Im gleichen Jahr wurde das Schloss von der Stadt Brieg übernommen, welche 1930 ein Museum im Südflügel einrichten ließ.
Bei Kriegsende 1945 wurde das Schloss bei den Kämpfen um die Stadt Brieg teilweise zerstört. Dabei wurden vor allem der Nordostflügel und die Innenräume ab dem zweiten Obergeschoss zerstört. Vom Nordwestflügel blieben lediglich die Umfassungsmauern stehen. Zwischen 1947 und 1949 erfolgten Sicherungsmaßnahmen an den Ruinen. Zwischen 1966 und 1990 wurde der Schlossbau wiederaufgebaut und der Arkadenhof rekonstruiert.

## Architektur

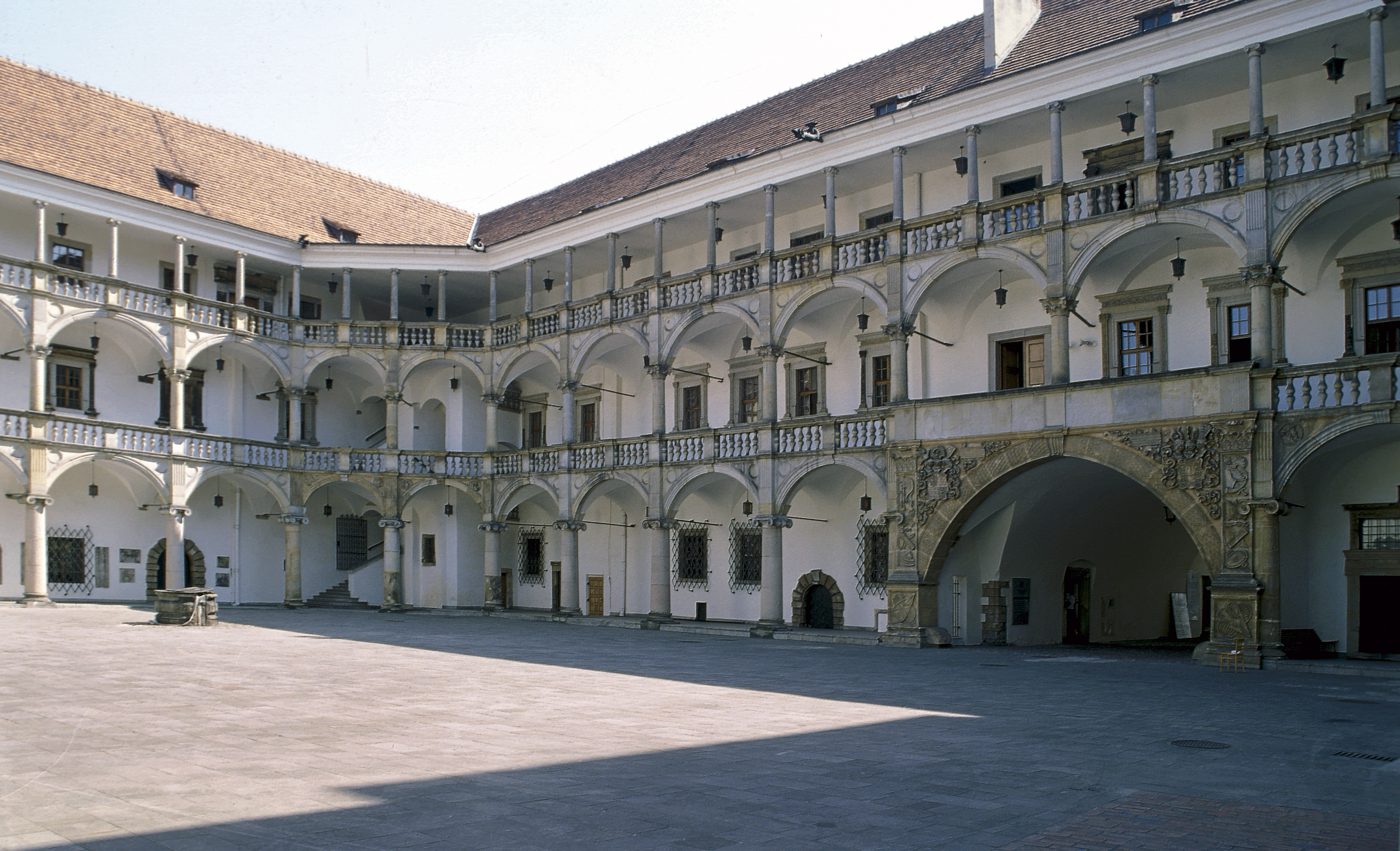
Rekonstruierter Arkadenhof

### Schlossbau
Das dreiflügelige Piastenschloss besitzt einen trapezförmigen Innenhof mit Arkaden im Stil der Renaissance. Das Schloss besitzt einen drei- bis fünfgeschossigen Flügel auf rechteckigen Grundriss. Der Bau besitzt im Keller ein Tonnengewölbe. Die Außenfassade ist geschmückt mit Rundbogenportalen, zahlreiche Arabesken sowie zahlreichen Medaillons mit Köpfen und Rosetten.
An der Südwestecke befindet sich der gotische Löwenturm auf quadratischen Grundriss. Nach mehreren Bränden und den Zerstörungen 1945 wurde der Turm Mitte des 20. Jahrhunderts wieder rekonstruiert.

### St.-Hedwigs-Kapelle

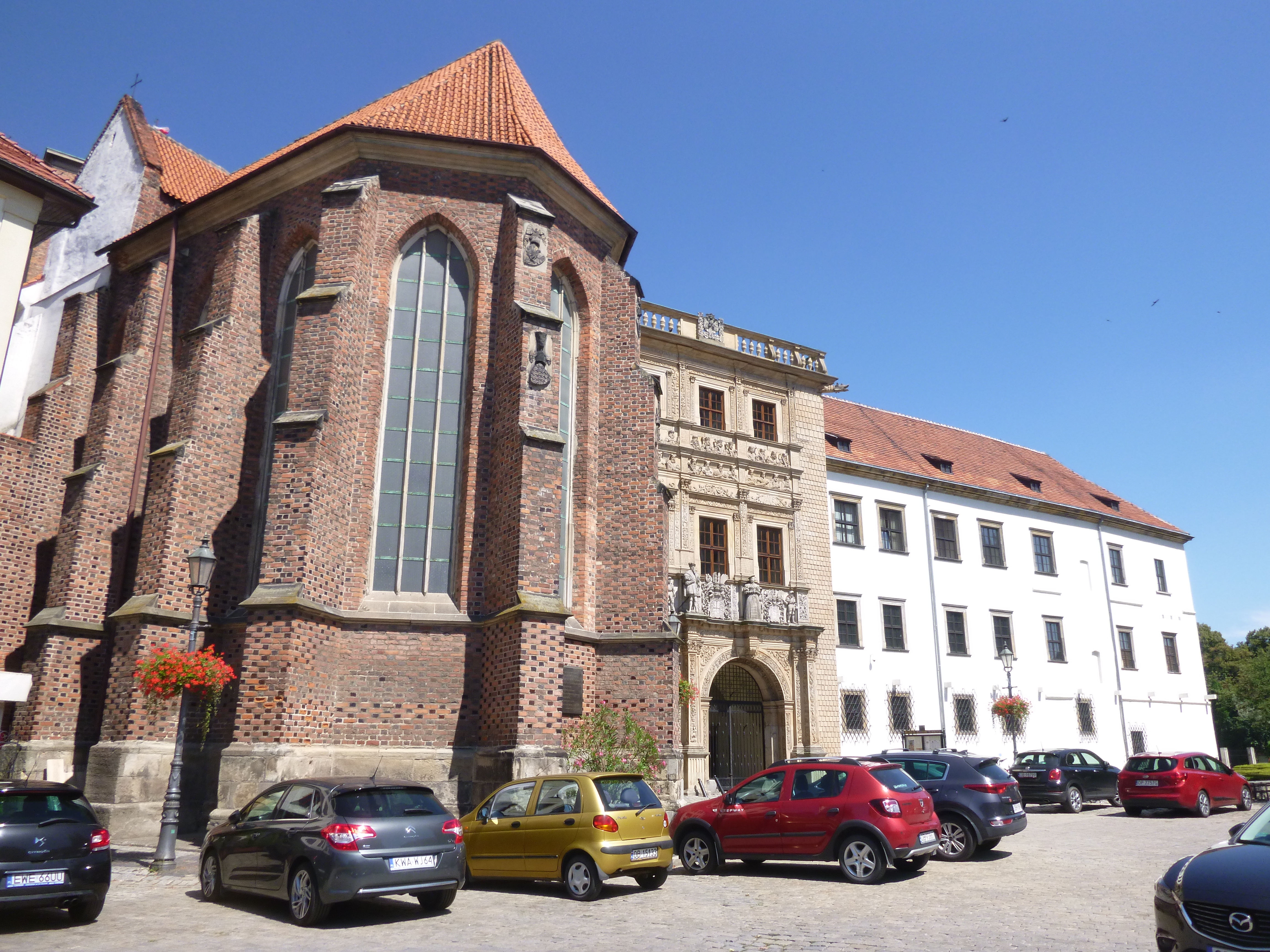
St.-Hedwigs-Kapelle (links) mit dem Torgebäude (rechts)

Die Kapelle steht auf den Grundmauern ders ehemaligen Kollegiatstifts von 1360. Die heutige Kapelle entstand von 1783 bis 1784. 1908 wurde die Kapelle im Stil der Neugotik umgebaut. 1962 wurden archäologische Untersuchungen durchgeführt.
Die dreijochige Kapelle besitzt einen rechteckigen Grundriss. Der barocke Hauptaltar im Inneren, mit einem Gemälde der Hl. Hedwig, stammt aus dem Jahr 1785 und wurde von B. Krause errichtet. Die barocke Kanzel entstand zur gleichen Zeit. Die Vorhalle der Kapelle enthält eine Statue der Hl. Hedwig aus dem Jahr 1370. An der Außenfassade haben sich Ornamente aus der Renaissance erhalten. In der Krypta befinden sich 22 Sarkophage aus dem 16. und 17. Jahrhundert. Im Turmraum befindet sich ein mit Löwen verzierter Sarkophag, der die Gebeine Herzogin Elisabeth Marie Charlotte von Pfalz-Simmern, der zweiten Ehefrau des Herzogs Fürst Georg II. enthält.

### Torgebäude

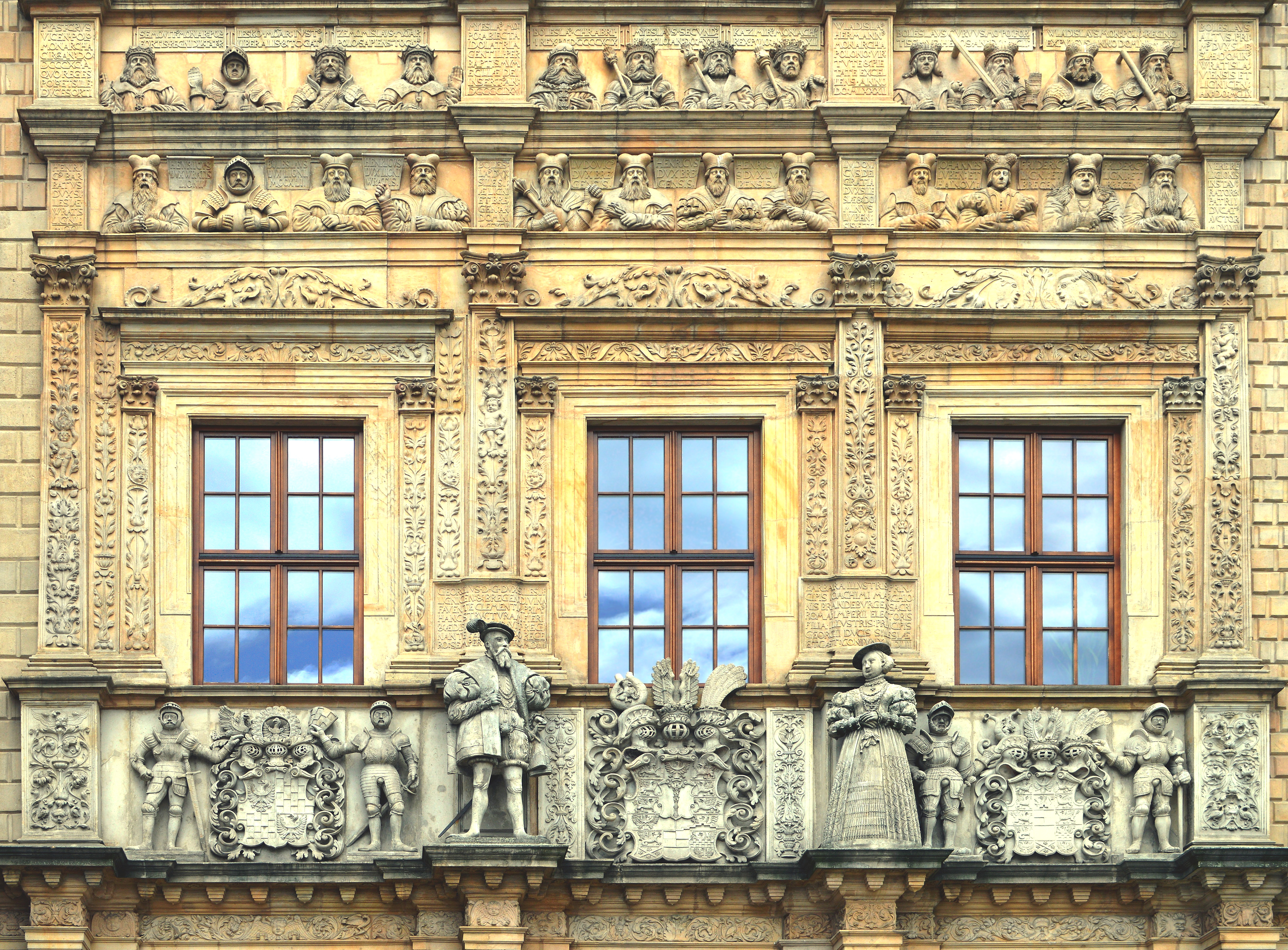
Detailaufnahme Vorderansicht des Torgebäudes

Das südliche Torgebäude aus gelben Sandstein wurde 1550–1554 nach Entwurf des Baumeistern Jakob Pahr errichtet. Ursprünglich war der Bau mit einem sechseckigen Turm bekrönt, welcher 1741 beim Brand zerstört wurde. Der Bau verfügt über eine proportionale Gliederung mit einer dreiachsigen und dreigeschossigen Fassade. Im Erdgeschoss befinden sich zwei rundbogige Durchfahrtsöffnungen mit Tonnen- und Kreuzkappengewölbe.
Über der Durchfahrt befinden sich vollplastische Steinfiguren mit Darstellungen des Herzogs Georg II. und seiner Ehefrau Barbara von Brandenburg. Darüber befindet sich die Stiftungsinschrift mit der Jahresangabe „1553“. Neben den Figuren befinden sich die Wappen der Piastenherzöge von Liegnitz-Brieg und der Kurfürsten von Brandenburg. Seitlich davon stehen jeweils Knappen, die die Wappen haltend darstellen. Über dem Piano befindet sich eine Friesreihe, mit den Darstellungen von 24 schlesischen und polnischen Piastenherzöge, darunter der Liegnitzer Herzog Friedrich II.
Eine 1935 rekonstruierte Balustrade bildet das obere Ende des Torgebäudes. In der Mittelachse befindet sich das Wappen des polnischen Königs Sigismund August.

## Piastenmuseum

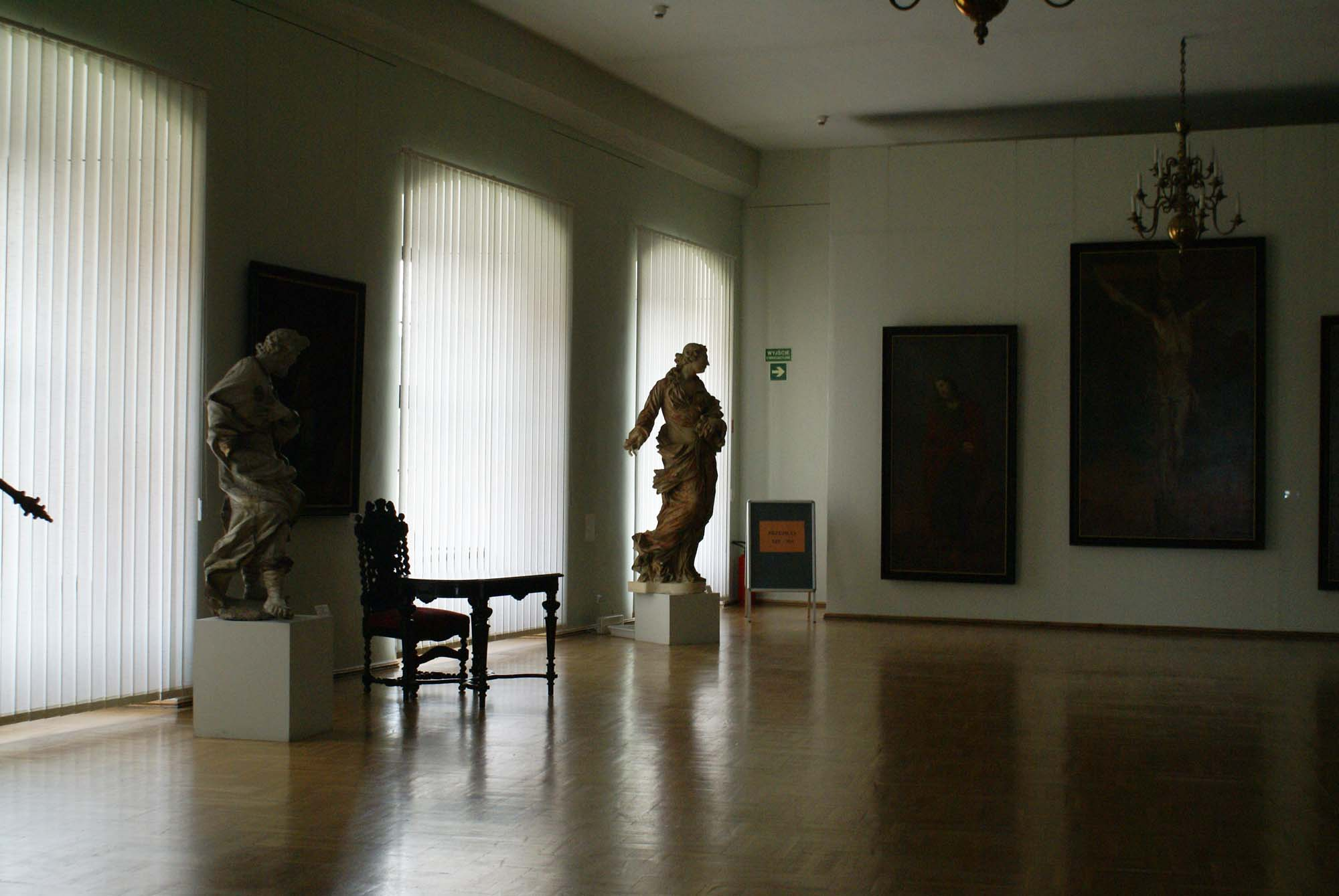
Ausstellungsraum des Piastenmuseums

Ausgestellt werden Gegenstände zur Geschichte der Stadt und der Schlesischen Piasten sowie schlesische Bildhauerkunst und Malerei vom 15. bis zum 18. Jahrhundert (aus der Sammlung des Nationalmuseums in Breslau). Darunter Gemälde des Barockmalers Michael Willmann. Die Sammlung umfasst auch die Särge der Liegnitz-Wohlau-Brieger Herzöge und den in der Mleczna-Straße ausgegrabenen Jägerbogen aus dem 14. Jahrhundert.